# Divisa punzó
La divisa punzó fue un distintivo político utilizado por los federales, formado por una franja de color rojo, cuyo uso se popularizó entre los seguidores de Juan Manuel de Rosas durante su segundo gobierno de la provincia de Buenos Aires, Argentina. 
El color rojo punzó es la deformación de "rouge ponceau" (es decir: rojo amapola silvestre), un matiz de rojo fuerte, intenso, vivo, utilizado en Francia en la moda de las primeras décadas del siglo XIX. Entre los partidarios del Partido Federal el color rojo punzó era un signo de lo popular ya que en las Provincias Unidas del Río de la Plata y luego en su continuidad jurídica, el Estado denominado Confederación Argentina, era un color bastante fácil de obtener a partir de la sangre de los abundantes ganados (especialmente vacunos).[cita requerida]

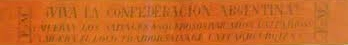
En la imagen se lee: "¡Viva la Confederación Argentina! ¡Mueran los salvajes asquerosos inmundos unitarios! ¡Muera el loco traidor salvaje unitario Urquiza!" F o M significa "Federación ó Muerte" [sic].

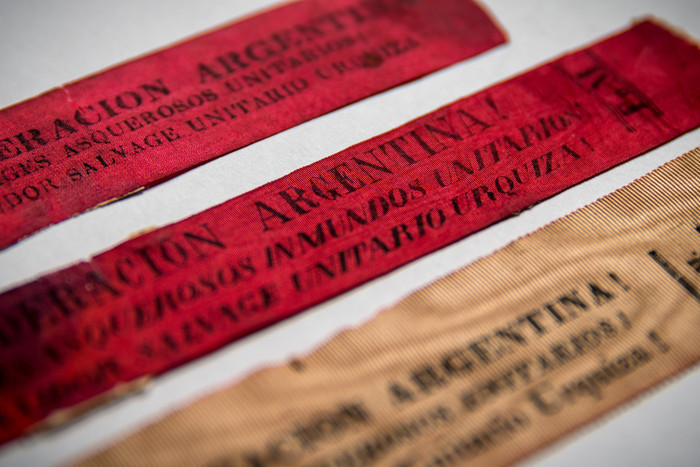
Divisas utilizadas en la época de Rosas.

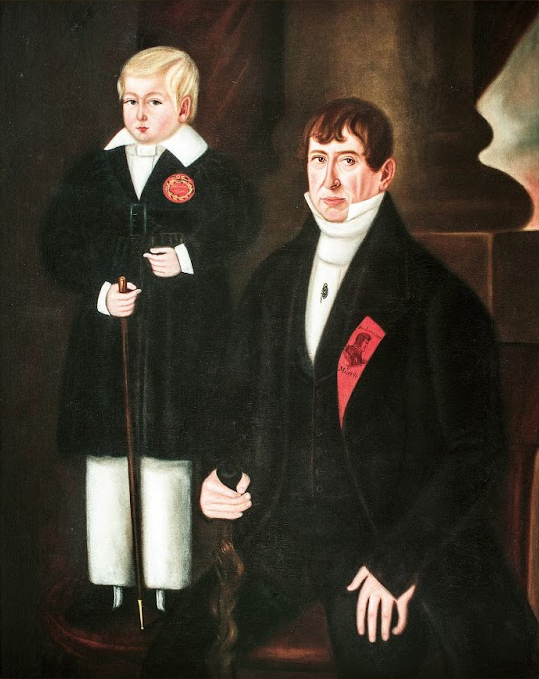
Martín Iraola Esnaola y su nieto Martín Iraola Brid, por Fernando García del Molino, c. 1840. El niño luce una insignia circular con el lema «Federación o Muerte» y su abuelo una con retrato e idéntico lema.

Su primer uso masivo data del año 1831, cuando fue utilizada en el desfile militar del 17 de marzo por todo el ejército federal.
Entre la población civil, su uso se impuso a partir del Tedeum en la Catedral de Buenos Aires el 27 de enero de 1832.
El 3 de febrero de 1832, el gobernador de la provincia de Buenos Aires, Juan Manuel de Rosas, firmó el decreto que oficializó el uso obligatorio de la divisa punzó considerando que

"...consagrar del mismo modo que los colores nacionales el distintivo federal de esta provincia y construirlo, no en señal de división y de odio, sino de fidelidad a la causa del orden y de paz y unión entre sus hijos bajo el sistema federal, para que recordando éstos los bienes que han gozado más de una vez por la influencia de este principio, y de los desastres que fueron siempre el resultado de haberlo abandonado se afiancen al fin en él, y lo sostengan en adelante con tanto empeño como la misma independencia nacional..."

El texto del decreto es el siguiente:

1° A los 30 días de la publicación de este decreto todos los empleados civiles y militares, incluso los jefes, los oficiales de milicia, los seculares y eclesiásticos que por cualquier titulo gocen de sueldo, pensión o asignación del tesoro público, traerán un distintivo de color punzó, colocado visiblemente en el lado izquierdo sobre el pecho.

     2° El mismo distintivo usarán los profesores de derecho con estudio abierto, los de medicina y cirugía que estuvieren admitidos y recibidos, los practicantes y cursantes de las predichas facultades, los procuradores de números, los corredores de comercio, y en suma todos los que, aun cuando no reciban sueldo del estado se consideren como empleados públicos, bien por la naturaleza de su ejercicio o profesión, bien por haber obtenido nombramiento del gobierno.
    3° Los empleados militares incluso los jefes y oficiales de milicia; las fuerzas de línea; en suma las que componen el ejército de la provincia y las de milicia en servicio, llevarán en la divisa la inscripción "Federación o Muerte". Los demás comprendidos en los artículos anteriores usarán de la inscripción Federación.
    4° Los que contravinieren a lo dispuesto, si fuesen empleados serán suspensos inmediatamente de sus empleos por sus respectivos jefes o magistrados de quienes dependan, que cuidarán de hacerlo indefectiblemente bajo la más estrecha responsabilidad, dando cuenta al Gobierno por el ministerio que corresponda para la resolución más conforme.
    5° Con respecto a los que no fuesen empleados, el jefe de policía velará sobre el cumplimiento de este decreto y dará al Gobierno los avisos necesarios.

     6° Comuníquese, publíquese e insértese en el Registro Oficial.

El uso obligatorio de la divisa punzó que implantó Rosas era un medio para no ser considerado salvaje y traidor unitario. El autoritarismo de Rosas, proclamado  "El Restaurador de las Leyes", llegó hasta tal punto que la divisa punzó era obligatoria en la vestimenta de toda la población y alcanzó incluso al clero. 
La divisa punzó pasó a formar parte del folklore impuesto por el gobernador federal a fin de unificar a la población de Buenos Aires. Su uso era considerado como de "buen federal".
La divisa punzó rápidamente invadió todo el espacio de la sociedad, tanto el público como el privado.
El rosismo obligó al uso de la divisa punzó hasta en la educación. El decreto del 27 de mayo de 1835 dice:

"Sin embargo lo resuelto y comunicado al Inspector General de Escuelas, en 11 de Marzo de 1831, para que los preceptores y demás empleados del departamento usen la divisa Federal, proponiendo a que los discípulos lo hiciesen, se ha advertido que algunos de éstos en las escuelas particulares no usan dicho distintivo.

Convencido S.E. que cuando desde la infancia se acostumbra a los niños a la observancia de las leyes de su país, y por ello al respeto debido a las autoridades, esta impresión quedandoles grabada de un modo indeleble, la patria puede contar con ciudadanos útiles y celosos defensores de sus derechos; e igualmente persuadido que deben ser educados según las miras políticas que el Gobierno se proponga en beneficio de Estado, para que pueda fundarse la esperanza que algún día lo sostenga dignamente; y habiendo esta Provincia comprometidose a sostener a todo trance la causa nacional de la Confederación Argentina, a que todas las Provincias de la República se han ligado por medio de tratados solemnes; ha dispuesto S.E. que con esta fecha se manifieste al Inspector General de Escuelas que siendo la divisa punzó una señal de fidelidad a la causa del orden, la tranquilidad y del bienestar de los hijos de la tierra, bajo el Sistema Federal, y un testimonio confesión pública del triunfo de esta sagrada causa en toda la extensión de la República, y un signo de Confraternidad entre los Argentinos, ordene lo que corresponda, a fin de que todos los preceptores, empleados y niños de las Escuelas, así particulares como del Estado en esta Provincia usen la divisa Federal, según las disposiciones vigentes".

Cualquier persona que omitía el uso de la divisa punzó era visto como traidor y acosado por la Sociedad Popular Restauradora, organización política fundada por la esposa de Rosas, Encarnación Ezcurra. 
A la persecución y la delación llevada a cabo por los miembros de la Sociedad Restauradora que informaban a través de espías quiénes eran las personas que se negaban a usar la divisa punzó, a quienes se tildaba de salvajes unitarios, se sumó los actos de terror ejecutados por la Mazorca —organización parapolicial ligada a la sociedad rosista— que se dedicó a atacar, torturar y asesinar al acusado de ser unitario.
La importancia de la divisa punzó fue tal que dio color a una postura política. Los federales fueron a partir de entonces reconocidos por el uso del color rojo, así como los unitarios por el uso del color celeste. 
Así, el rojo pasó a ser parte del color oficial y se usó en las calles, casas, en las paredes, en las cortinas, en las vestimentas de personas —los varones, además de la divisa punzó usaban el "chaleco federal"—, en los vestidos de las damas, los moños de las niñas, en los abanicos y hasta en los carros fúnebres.